# Stazione di Civitella-Badia al Pino
La stazione di Civitella-Badia al Pino è una stazione ferroviaria a servizio di Badia al Pino, frazione del comune di Civitella in Val di Chiana, in provincia di Arezzo.
Si trova lungo la ferrovia Arezzo-Sinalunga, gestita da La Ferroviaria Italiana (LFI).